# 赤い実はじけた
赤い実はじけた（あかいみはじけた）は、児童文学作家で、漫画『キャンディ・キャンディ』の原作者でもある名木田恵子によって書かれた小説である。光村図書から発行される小学校6年生の教科書に掲載するために書き下ろされて、1992年4月から2000年3月までの教科書に収録されている。
光村図書の「今の子どもたちの身近な世界を教科書に載せたい」「初恋ストーリーはどうだろう」という議論から、既存の作品ではなく書下ろしを掲載することになった。

## あらすじ
小学校6年生の綾子が、同じクラスの哲夫が実家の魚屋を手伝っている姿を目にする。それまではこの男子には何も感じなかったのに、この時に女子の胸の中で何かがはじける。

## 批判
田中奈緒美は、教科書に登場する男子は元気な存在であり、女子は弱い存在であるというステレオタイプを批判しており、『赤い実はじけた』についても同様であると指摘している。
全国大学国語教育学会第142回大会では、この作品には男女の職業を固定化する差別的な構造があることが指摘された。魚屋の仕事をする哲夫を綾子が見守るという構図は、性別によって仕事を分業するべきだというストーリーに変換される可能性があるからである。

## 出版
1999年に書籍化されPHP研究所から出版されたほか、2015年には講談社の青い鳥文庫から出版された。
2018年にはハーゲンダッツから、この小説をテーマとした製品が販売された。